# Wicko (See)
Der Wicko [ˈvʲit͡skɔ], deutsch Vietzker See, ist ein Gewässer in der polnischen  Woiwodschaft Westpommern. Es liegt in Hinterpommern,  im Gebiet der Landgemeinde Postomino (Pustamin) im Kreis Sławno (Schlawe).
Der Vietzker See, knapp 20 Kilometer nördlich von Schlawe gelegen, ist ein Grundmoränensee. Er befindet sich in unmittelbarer Nähe zur Ostsee. Mit einer Länge von 5,1 km und einer Breite von 3,7 km bedeckt er eine Fläche von 10,59 km². Der See liegt nur 0,1 m über NN. Er hat eine maximale Tiefe von 6 m.
Mitten durch den See zieht sich eine Endmoräne, die sich noch in der Ostsee als Steinzug fortsetzt. Sie beginnt an der Halbinsel beim ehemaligen und früher namensgebenden Ort Wicko (Vietzke) im Süden und zieht sich über den Großen Stein nach Wicko Morskie (Vietzkerstrand).
Das östliche Seebecken, an dessen Ufer vor 1945 der heute nicht mehr existierende Ort Królewice (Krolowstrand) lag, ist 5,30 Meter tief. Das westliche Seebecken mit den Orten Łącko (Lanzig) und Jezierzany (Neuenhagen Amt) erreicht nur eine Tiefe von 4,50 Meter. In dieses Becken fließt die Klasztorna (Klosterbach).
Die Nehrung zwischen See und Meer ist über 1 Kilometer breit. Auf ihr liegen zwei Wanderdünen. Der Ausfluss in die Ostsee bei Jarosławiec (Jershöft), die Głównica (Glawnitz), hat ein über 1 Kilometer langes Flussbett. Meerwasser gelangt jedoch nur selten in den See.
Siehe auch: Wicko Wielkie (Großer Vietziger See)